# Clusia organensis
Clusia organensis är en tvåhjärtbladig växtart som beskrevs av Jules Émile Planchon och Triana. Clusia organensis ingår i släktet Clusia och familjen Clusiaceae. Inga underarter finns listade i Catalogue of Life.